# Alamella mira
Alamella mira är en stekelart som beskrevs av John S. Noyes 1988. Alamella mira ingår i släktet Alamella och familjen sköldlussteklar. Inga underarter finns listade i Catalogue of Life.